# Gourdon-Murat
Gourdon-Murat (Gordon e Murat auf Okzitanisch) ist eine französische Gemeinde im Département Corrèze in der Region Nouvelle-Aquitaine. Die Einwohner nennen sich Gourdonnais(es).

## Geografie
Die Gemeinde liegt im Zentralmassiv auf dem Plateau de Millevaches und somit auch im Regionalen Naturpark Millevaches en Limousin und wird von der Corrèze de Pradines, einem rechten Nebenfluss der Corrèze, durchflossen.
Tulle, die Präfektur des Départements, liegt ungefähr 45 Kilometer leicht südwestlich, Égletons etwa 25 Kilometer südöstlich und Ussel rund 45 Kilometer östlich.
Nachbargemeinden von Gourdon-Murat sind Bugeat im Norden, Bonnefond im Osten, Pradines im Süden, Lestards im Westen sowie Viam Nordwesten.
Der Lac de Viam liegt etwa fünf Kilometer nordwestlich von Gourdon-Murat.

### Verkehr
Der Ort liegt ungefähr 25 Kilometer nordwestlich der Abfahrt 22 der Autoroute A89.

## Wappen
Beschreibung: Geviert, in Feld 1 und 4 drei rote und drei silberne waagerechte Balken, die silbernen sind mit drei schwarzen Hermelin belegt, in den Feldern 2 und 3 in Blau jeweils ein Balken aus fünf silbernen Rauten.

## Einwohnerentwicklung
| Jahr      | 1962 | 1968 | 1975 | 1982 | 1990 | 1999 | 2007 | 2018 |
| Einwohner | 147  | 174  | 179  | 150  | 127  | 108  | 122  | 101  |

## Sehenswürdigkeiten
- Die Kirche  Saint-Pierre-aux-Liens, ein Sakralbau aus dem 15. und 17. Jahrhundert, ist als Monument historique klassifiziert[2].